# Сафронов, Владимир Александрович
Влади́мир Алекса́ндрович Сафро́нов (19 октября 1934, Ленинград, СССР — 19 июня 1999, Москва, Россия) — советский и российский историк и археолог, специалист в области хронологии энеолита, бронзы Центральной и Восточной Европы, Северного Кавказа. Автор концепции о четырёх прародинах праиндоевропейцев, автор системы абсолютной хронологии легендарной истории Израиля от Авраама до Саула (23—11 вв. до н. э.), автор идеи о хронологии древнейших мифов индоевропейцев (9—3 тыс. до н. э.). Доктор исторических наук, профессор.

## Биография
В 1963 году окончил исторический факультет Ленинградского государственного университета (кафедра археологии). В 1966 году поступил в аспирантуру Ленинградского отделения Института археологии АН СССР, ныне Институт истории материальной культуры РАН. В 1971 году защитил диссертацию на соискание учёной степени кандидата исторических наук по теме «Хронология памятников II тыс. до н. э. юга Восточной Европы» в Институте археологии АН СССР.
В 1991 году защитил диссертацию на соискание учёной степени доктора исторических наук по теме «Индоевропейские прародины» в Институте археологии АН УССР.
С 1992 по 1999 — профессор кафедры археологии, древнего мира и средних веков факультета истории, политологии, права Московского государственного областного университета.
Председатель Совета Русского исторического общества.
Действительный член РАЕН, член-корреспондент Международной славянской академии.

### Семья
- Жена — Надежда Алексеевна Николаева, археолог, кандидат исторических наук, профессор кафедры археологии, истории древнего мира и средних веков МГОУ[3].
- Сын — Александр Владимирович Сафронов, египтолог, кандидат исторических наук, старший научный сотрудник Отдела истории и культуры Древнего Востока ИВ РАН; доцент кафедры археологии, истории древнего мира и средних веков МГОУ[4][5].

## Научная деятельность
Известен как специалист в области хронологии энеолита- бронзы Центральной и Восточной Европы, Северного Кавказа Руководил масштабными археологическими раскопками курганов в зонах новостроек на Кавказе (1972, 1976—1982), на Украине (1973, 1975), в Молдавии (1974), в Калмыкии (1984—1987).
Автор концепции о четырёх прародинах праиндоевропейцев:
1. карпато-полесская прародина праиндоевропейцев + уральцев и их археологический эквивалент — свидерская культура (IX тыс. до н. э).;
2. восточно-средиземноморская-малоазийская прародина ранних праиндоевропейцев и археологический эквивалент — Бейда, Иерихон Б, Чатал-Гуюк (VIII—VII тыс. до н. э).;
3. балкано-дунайская прародина и древнейшая цивилизация праиндоевропейцев — культура Винча, (вторая половина V—IV/III тыс. до н. э).;
4. позднеиндоевропейская прародина в Центральной Европе — археологический эквивалент культура Лендьел и культура воронковидных кубков АВ, (IV и IV/III тыс. до н. э.)

Концепция индоевропейских прародин В. А. Сафронова базируется на выводах лингвистов.
Автор системы абсолютной хронологии легендарной истории Израиля от Авраама до Саула (23—11 вв. до н. э.).
Автор идеи о датировании древнейших мифов индоевропейцев (IX—III тыс. до н. э.).

## Научные труды
Работы В. А. Сафронова можно найти на сайте Academia.edu (https://mgou.academia.edu/NadezhdaNikolaeva)

### Монографии и монографические издания
- Сафронов В. А. Датировка Бородинского клада // Проблемы археологии. Вып. I. --Л.: Изд-во Ленинградского гос.ун-та, 1968.- С. 75-129–1525 экз. ISBN 1-6-2/35-68
- Сафронов В. А. Классификация и датировка памятников бронзового века Северного Кавказа // Сообщения Научно-методического Совета по охране памятников культуры Министерства культуры СССР. Вып. VII. — М.: Изд-во «Знание», 1974. — С.23-306 — 600 экз.
- Сафронов В. А. Проблема индоевропейской прародины: Учеб. пособие. — Орджоникидзе: СОГУ, 1983. — 96 с. — 500 экз.
- Сафронов В.А. . Индоевропейские прародины. — Горький: Волго-Вятское книжное издательство, 1989. — 402 . с. — 1500 экз. — ISBN 5-7420-0266-1. копия
- Николаева Н. А., Сафронов В. А. Истоки славянской и евразийской мифологии. — М.: Белый волк, 1999. — 310 с. — ISBN 5-89653-054-4.
- Сафронов В. А., Николаева Н. А. Основы археологии. Введение в индоевропейскую праисторию:. — М.: Московский педагогический университет, 1999. — 67 с. — 150 экз. — ISBN 5-89653-068-4.
- Сафронов В. А., Николаева Н. А. История Древнего Востока в Ветхом Завете: Учеб. пособие. — М.: Русская панорама, 2003. — 423 с. — (2000 экз.). — ISBN 5-93163-080-6.